# Otto Fenichel
Otto Fenichel (* 2. Dezember 1897 in Wien; † 22. Januar 1946 in Los Angeles) war ein österreichischer Psychoanalytiker.

## Leben und Werk
Sein Medizinstudium begann Otto Fenichel im Jahr 1915 in Wien. Schon früh gelangte Fenichel in das nähere Umfeld von Sigmund Freud, dessen Vorlesungen er in den Jahren 1915 bis 1919 besuchte. 1920, im Alter von 23 Jahren, wurde er Mitglied der Wiener Psychoanalytischen Vereinigung.

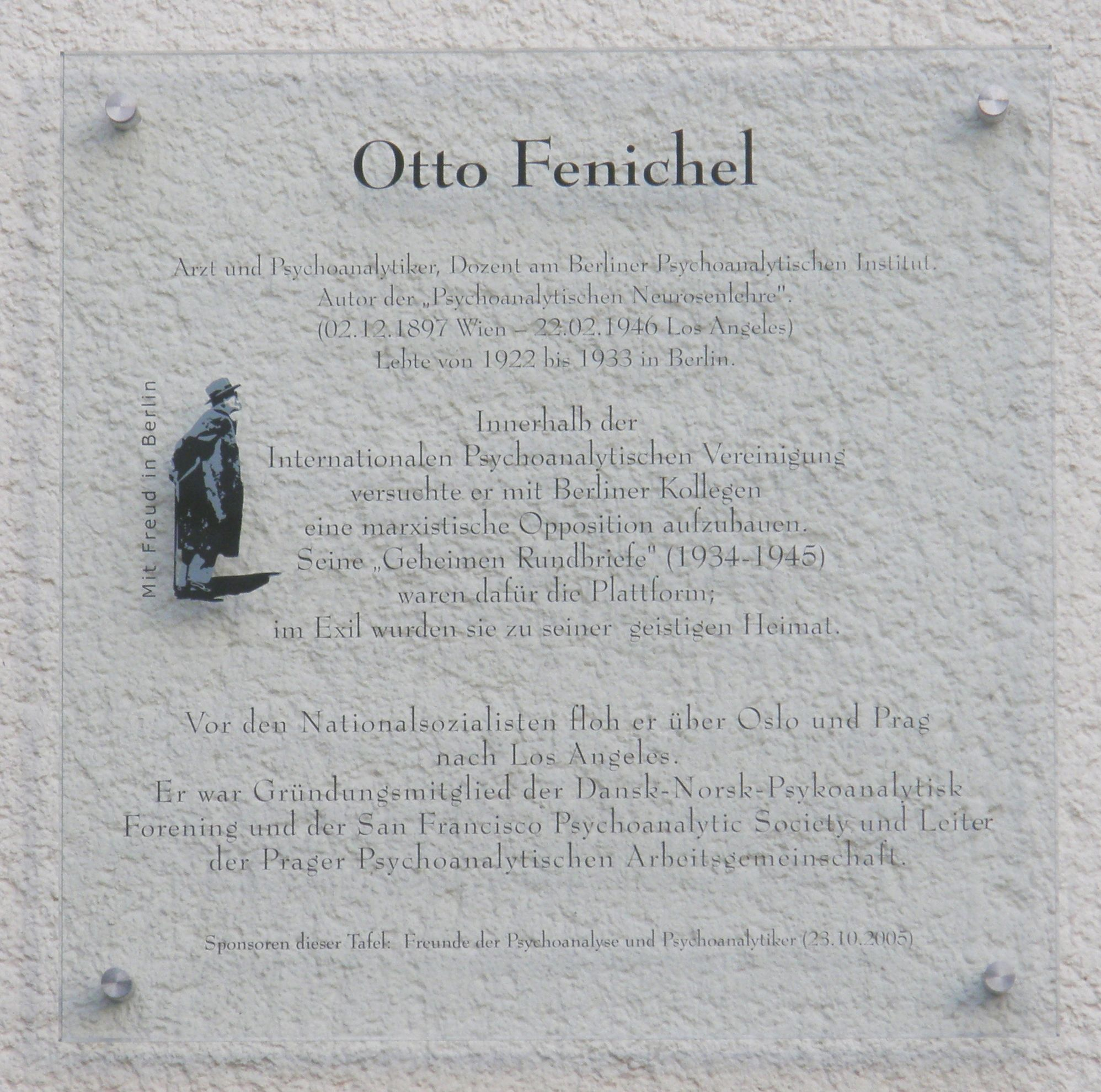
Gedenktafel in der Württembergischen Straße 33 in Berlin, aus der Reihe Mit Freud in Berlin

1922 zog Fenichel nach Berlin, wo er bis 1933 lebte. Eine Gedenktafel – eine Glastafel der Reihe „Mit Freud in Berlin“ – verweist dort seit 2007 auf sein Leben und Wirken.
In Berlin erhielt Fenichel seine fachärztliche Ausbildung in Neurologie und Psychiatrie bei Karl Bonhoeffer und Richard Cassirer an der Charité. 1931 publizierte er eine zweibändige Neurosenlehre; später im amerikanischen Exil erweitert und aktualisiert, begründet dieses Werk Fenichels Ruf als eines „Enzyklopädisten der Psychoanalyse“.
1924 gründete Fenichel zusammen mit Harald Schultz-Hencke am Berliner Psychoanalytischen Institut das sogenannte „Kinderseminar“, ein Zusammenschluss jüngerer Analytiker und Ausbildungskandidaten, das der informellen Diskussion diente. In seine Berliner Zeit fällt auch die Gründung einer informellen Gruppe marxistisch orientierter Psychoanalytiker (1929). Während seiner Emigration – 1934 nach Oslo, 1935 nach Prag, 1938 nach Los Angeles – organisierte er mit Hilfe von streng geheimen, nur für einen „inneren Kreis“ bestimmten Rundbriefen den Kontakt zwischen etwa einem Dutzend in alle Welt zerstreuten Gruppenmitgliedern. Diese Rundbriefe, erst seit 1998 publik, zählen zu den wichtigsten Dokumenten zur problematischen Geschichte der Psychoanalyse zwischen 1934 und 1945, insbesondere auch zum Problem des von Freud veranlassten Ausschlusses von Wilhelm Reich, der anfänglich Mitglied der Gruppe war, aus der Internationalen Psychoanalytischen Vereinigung.
Auf Otto Fenichel geht der Begriff der Organneurose zurück. Fenichel vertrat die Auffassung, dass bei der konversionshysterischen Form des Organerlebens die Verbindungen mit phantasierten sozialen Beziehungen erhalten blieben. Bei rein vegetativ bedingten funktionellen Störungen dagegen würden sie ganz oder teilweise verloren gehen.
Fenichel, der in Europa aufgrund seiner Schriften und umfangreichen Rezensionstätigkeit eine Reputation als „Polyhistor der Psychoanalyse“ erlangt hatte, konnte in der amerikanischen Gesellschaft nicht richtig Fuß fassen. Dies lag. u. a. daran, dass die US-amerikanischen Psychoanalytiker die Laienanalyse ablehnten. Fenichel hatte zwar Medizin studiert, aber seine Approbation war in den USA nicht gültig, was ihn zu einem "Laien" machte. Zum anderen bestimmten die theoriefeindlichen Pragmatiker zunehmend das Feld der Psychoanalyse. Hinzu kam, dass Fenichel sehr schlecht Englisch sprach. Er starb kurz nach Erscheinen seines Hauptwerkes The Psychoanalytic Theory of Neurosis.

## Schriften
- The Psychoanalytic Theory of Neurosis. 3 vols., W. W. Norton, New York 1945 (dt. hg. u. übers. v. Klaus Laermann: Psychoanalytische Neurosenlehre. 3 Bände, Walter-Verlag, Olten/CH 1974ff; Neuausgabe: Psychosozial-Verlag, Gießen 2005, ISBN 3-89806-468-9)
- The Collected Papers. 2 vols. W. W. Norton, New York 1954, dt. hg. u. teilw. übers. v. Klaus Laermann: Aufsätze. 2 Bände, Walter-Verlag, Olten/CH 1979, 1981; Nachdruck: Gießen: Psychosozial-Verlag 1998 (entspricht nicht genau der engl. Ausgabe 1954)
- Psychoanalyse und Gesellschaft. Aufsätze. hg. v. Christian Rot (d. i. Helmut Dahmer), Frankfurt am Main.: Roter Druckstock 1972.
- 119 Rundbriefe. hg. v. Johannes Reichmayr und Elke Mühlleitner, 2 Bände, Stroemfeld, Frankfurt am Main 1998.
- Probleme der psychoanalytischen Technik. (= Bibliothek der Psychoanalyse). Psychosozial Verlag, Gießen 2001.
- Psychoanalytische Untersuchungen über die Wirkungsweise der Gymnastik. (1927) In: Johannes Reichmayr (Hrsg.): Psychoanalyse und Gymnastik. Psychosozial-Verlag, Gießen 2015, S. 19–74. Mit Kommentaren von Peter Geißler, Zvi Lothane, Elke Mühlleitner, Michael Giefer, Günter Hebenstreit, Christine Korischek.

## Zeitschriftenbeiträge (Auswahl)
In: Der sozialistische Arzt
- Diskussionsbemerkungen zum Referat Götz (Sexuelle Kümmerformen …).  Band IV (1928), Heft 3–4 (Dezember), S. 24–25 Digitalisat

In: Internationales ärztliches Bulletin
- Über Psychoanalyse, Krieg und Frieden.  Band II (1935), Heft 2–3 (Februar–März), S. 30–40 Digitalisat. Dazu die Antwort (der Kommentar) von Edward Glover. Band II (1935), Heft 5–6 (Mai–Juni), S. 76–77 Digitalisat
- Sigmund Freud – 80 Jahre.  Band III (1936), Heft 4 (Mai), S. 49–53 Digitalisat